# Bertha Lum
Bertha Boynton Lum (1869-1954) foi uma artista americana conhecida por ajudar a popularizar a xilogravura japonesa e chinesa fora da Ásia.

## Vida pregressa
Em maio de 1869, Lum nasceu como Bertha Boynton Bull em Tipton, Iowa . O pai de Lum era Joseph W. Bull (1841 – 1923), um advogado e sua mãe era Harriet Ann Boynton (1842 – 1925), uma professora. Os pais de Lum eram artistas amadores. Lum tinha uma irmã e dois irmãos, Clara, Carlton e Emerson.

## Educação e carreira
Em 1890 ela morava em Duluth e listou sua ocupação como artista. Ela se matriculou no departamento de design do Art Institute of Chicago em 1895. Alguns anos depois, ela estudou vitrais com Anne Weston e frequentou a Escola de Ilustração Frank Holme . De novembro de 1901 a março de 1902, ela estudou desenho de figuras no Art Institute of Chicago e foi influenciada pelas técnicas japonesas de Arthur Wesley Dow em seu livro Composition, publicado em 1899.  

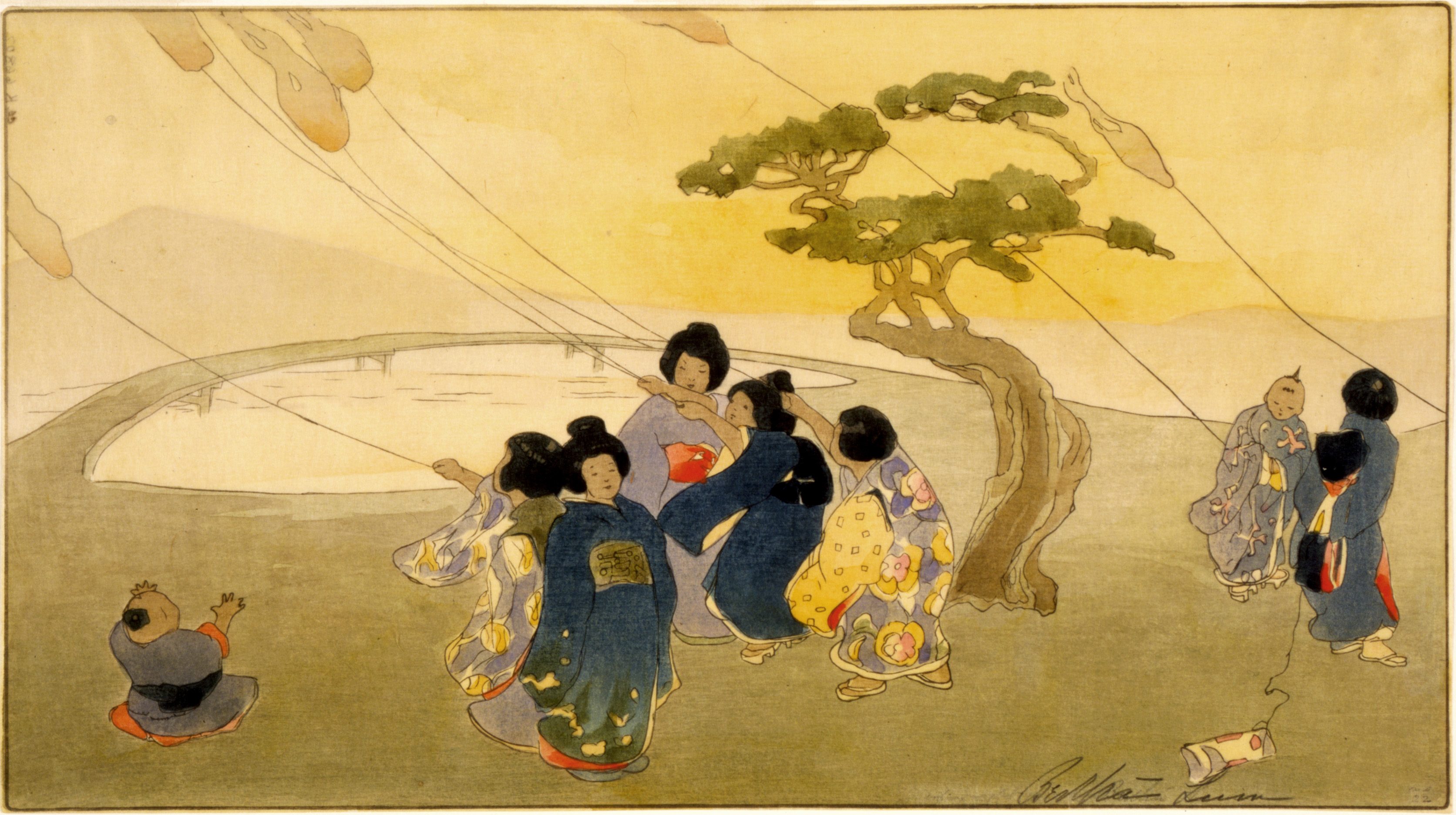
Bertha Boynton Lum, Kites, 1913. Impressão em xilogravura.

Lum casou-se com Burt F. Lum, advogado corporativo de Minneapolis, Minnesota, em 1903. Eles passaram a lua de mel de sete semanas no Japão, onde ela procurou um impressor que pudesse lhe ensinar o método tradicional ukiyo-e . No final de sua estada no Japão, ela encontrou uma loja que reproduzia gravuras antigas. A loja vendeu a ela algumas ferramentas de corte de madeira que ela começou a usar ao retornar a Minneapolis. Em 23 de janeiro de 1907 ela foi ao Japão para uma estadia de 14 semanas. Com a ajuda de um professor da Imperial Art School de Tóquio, ela conheceu o cortador de blocos Igami Bonkutsu (1875-1933) em Yokohama . Lum trabalhou com Bonkutsu por dois meses. Depois de aprender a cortar blocos, Bonkutsu a apresentou ao impressor Nishimura Kamakichi, com quem ela trabalhou por mais quatro semanas.
Por três anos nos Estados Unidos, Lum cortou blocos e coloriu e imprimiu ela mesma. A Society of Arts and Crafts de Boston nomeou Lum uma mestre artesã em 1908. Depois de retornar ao Japão em 1911 por seis meses, ela começou a contratar cortadores e impressores que trabalhavam em sua casa de inverno em Tóquio.
Em 1912, Lum foi a única artista feminina a expor na Exposição Internacional de Tóquio. Ela foi premiada com uma medalha de prata na Exposição Internacional Panamá-Pacífico de 1915 por suas xilogravuras coloridas. Entre 1915 e 1919 fez mais duas viagens ao Japão e fez um grande número de gravuras. Ela também expôs no Museu de Arte do Condado de Los Angeles em 1920 e no Art Institute of Chicago e na Chicago Society of Etchers, bem como na Biblioteca Pública de Nova York. Seu primeiro livro ilustrado, Gods, Goblins, and Ghosts, baseado em suas viagens no Japão, foi publicado em 1922. No mesmo ano, ela se mudou para a China e começou a aprender métodos chineses de xilogravura.
Durante a Grande Depressão, Lum ganhou a vida vendendo gravuras e ilustrando livros, jornais e revistas, incluindo o New York Herald Tribune e a Good Housekeeping . Ela fez sua última impressão conhecida em 1935; sua impressão do deus Daïkoku foi publicada no The Peking Chronicle em dezembro de 1937. Em 1936, ela publicou Gangplanks to the East, uma coleção de contos folclóricos asiáticos e histórias de suas viagens. Ela teve sua última exposição em 1941.  Seus trabalhos são mantidos na Biblioteca do Congresso, nos Museus de Belas Artes de São Francisco, no Museu Smithsonian de Arte Americana  e em coleções particulares.
Lum era membro da Sociedade Asiática do Japão, da California Society of Etchers (agora California Society of Printmakers ) e da Print Makers Society of California.

## Vida pessoal
Lum morou na Califórnia (San Francisco e Hollywood) de 1917 a 1922, quando se mudou para Pequim, na China . Nos trinta anos seguintes, ela dividiu seu tempo entre Califórnia, China e Japão. Ela se divorciou de Burt Lum na década de 1920.
Sua filha mais nova, Eleanor "Peter" Lum, casou-se com o diplomata Sir Colin Tradescant Crowe e tornou-se escritora. Em 1936, sua filha mais velha, Catherine, casou-se com Antonio Riva, um piloto italiano durante a Primeira Guerra Mundial que foi executado em 1951 em Pequim por um suposto complô para assassinar Mao Zedong . Lum estava com Catherine no momento da prisão de Riva e ela mesma foi colocada em prisão domiciliar.
Em 1953, Lum deixou a China e mudou-se com Catarina para Gênova, Itália . Ela morreu em Gênova, Itália, em fevereiro de 1954.

## Galeria

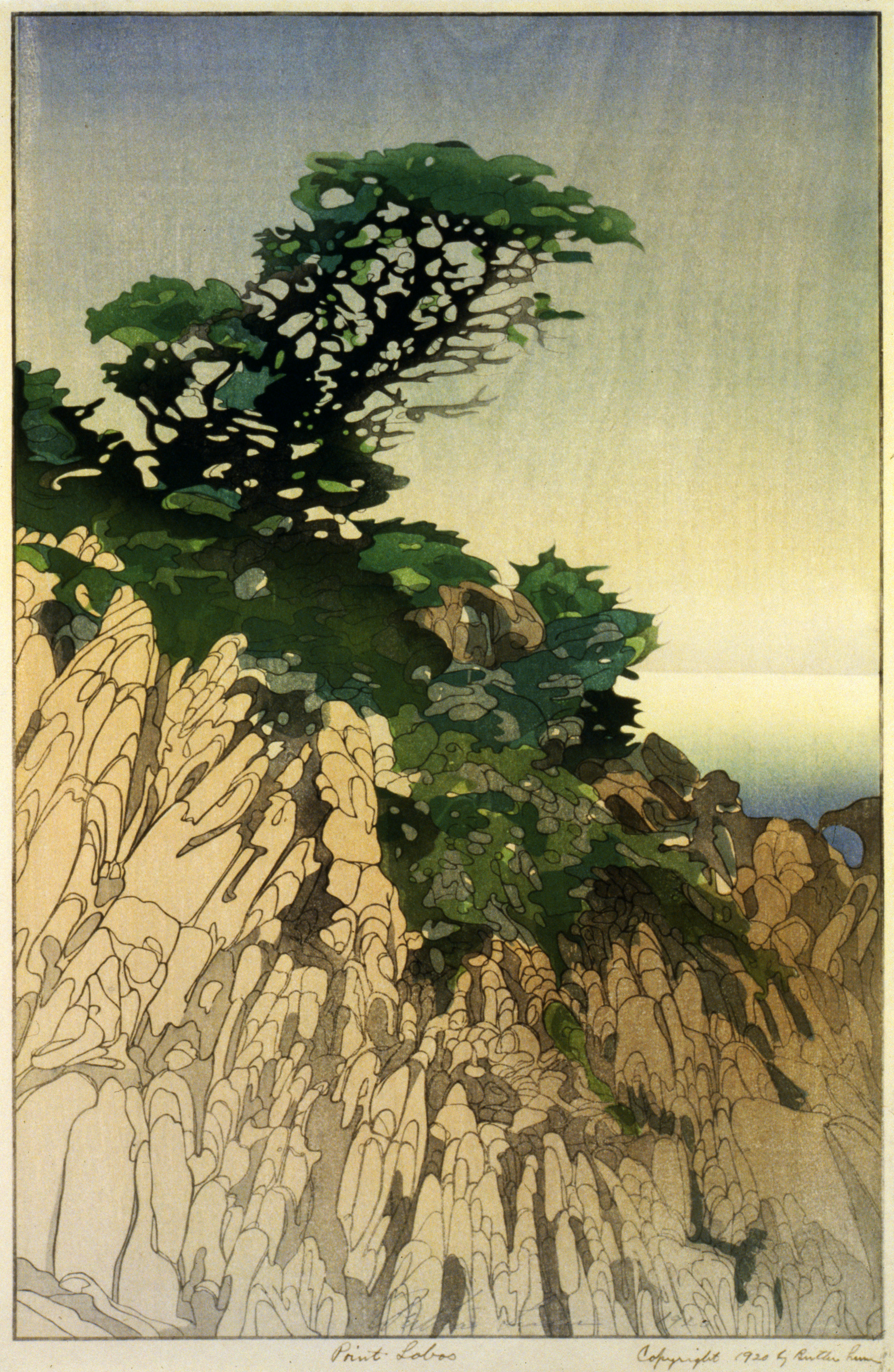
Point Lobos 1920
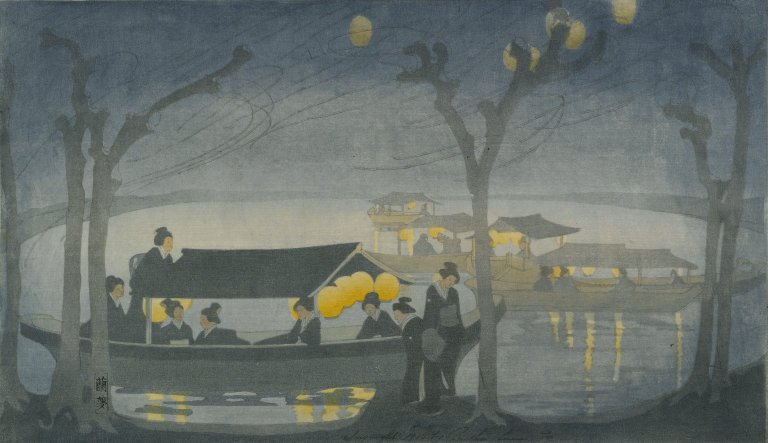
Museu do Brooklyn - On the River - Bertha Lum
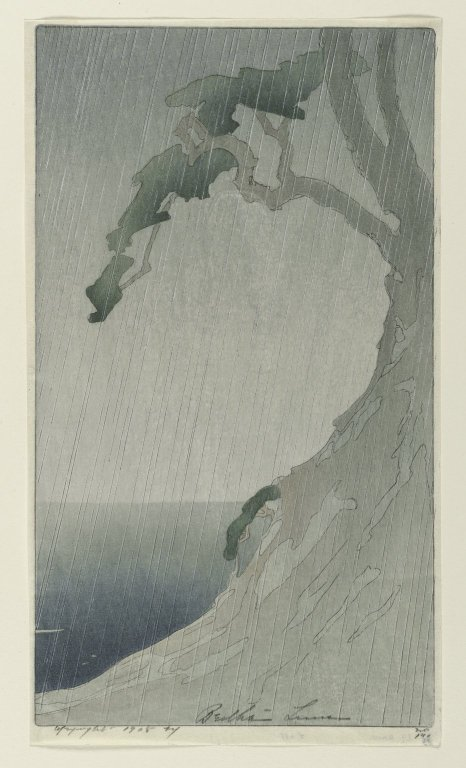
Museu do Brooklyn - Chuva - Bertha Lum
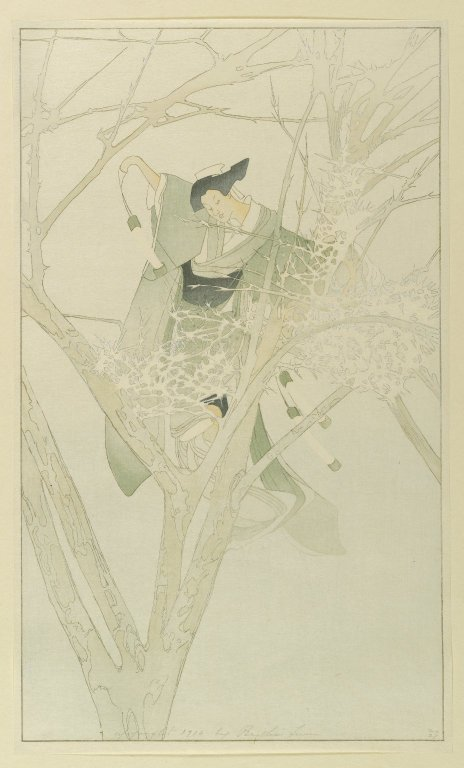
Museu do Brooklyn - Yuki-Anna, The Frost Fairy - Bertha Lum
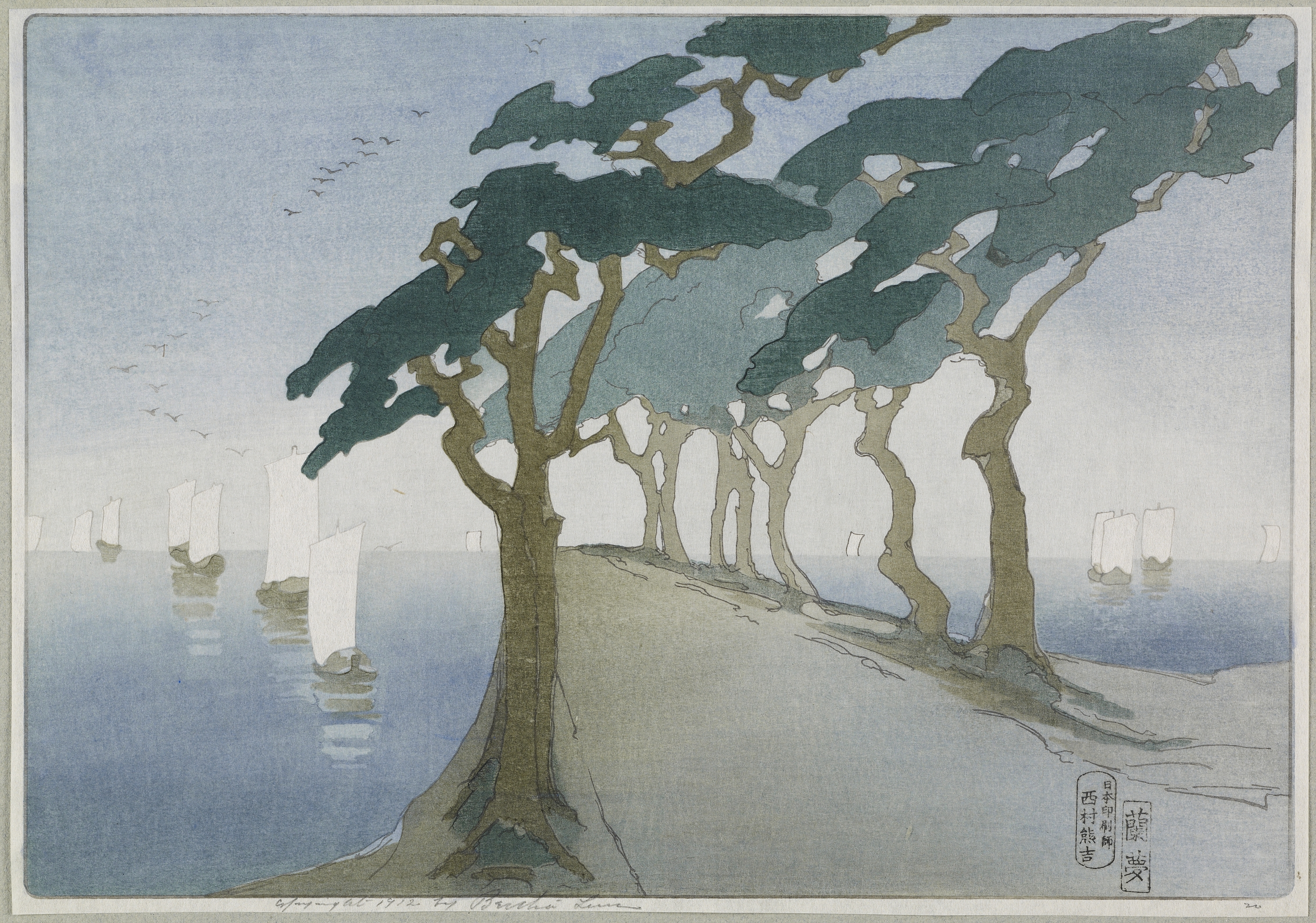
Bertha Lum, americana, 1869-1954; Pinheiros à beira-mar; 1912; Xilogravura colorida